# Маклиш, Алекс
Алекса́ндр Макли́ш (англ. Alexander McLeish; 21 января 1959, Баррхед, Шотландия), более известный как А́лекс Макли́ш (англ. Alex McLeish) — шотландский футболист, тренер. Выступал на позиции центрального защитника.
Родился в шотландском городе Баррхед. Наибольшую известность, как игрок, получил, выступая за футбольный клуб «Абердин» из одноимённого города. Придя в эту команду в 1976 году, Маклиш на протяжении 18 лет защищал её цвета, проведя в футболке «красных» около 800 матчей. Алекс также являлся игроком национальной сборной Шотландии — провёл в составе «тартановой армии» 77 игр.
Закончив карьеру игрока Маклиш стал тренером — первыми его клубами стали шотландские «Мотеруэлл» и «Хиберниан». На данный момент пиком тренерской деятельности Алекса являются годы, проведённые на посту наставника одной из самых известных «горских» команд — «Рейнджерс». Под руководством Маклиша глазвегианцы за пять лет завоевали множество трофеев, включая пять Кубков страны, также за это время они дважды стали чемпионами Шотландии.
В 2007 году Алекс возглавил футбольную сборную своей страны. Проведя на этом посту 10 месяцев, он не смог вывести шотландцев в финальную часть чемпионата Европы 2008 и в ноябре этого же года ушёл в отставку с этой должности.
Маклиш практически сразу трудоустроился — новой командой Алекса стал представитель английской Премьер-лиги «Бирмингем Сити». Несмотря на то, что по итогам сезона 2007/08 «синие» покинули высший дивизион, руководство клуба оставило шотландца на своём посту, и Алекс оправдал доверие, вернув «Сити» в элиту английского футбола уже в следующем году. В конце февраля 2011 года «Бирмингем», ведомый Маклишем, во второй раз в своей истории стал обладателем Кубка английской лиги, переиграв в финальном поединке лондонский «Арсенал» со счётом 2:1. 12 июня 2011 года Алекс покинул пост наставника «синих» по собственному желанию.
17 июня Маклиш возглавил главных соперников «Бирмингема» из «Астон Виллы», что вызвало массовые протесты в среде болельщиков «вилланов». 14 мая 2012 года Алекс был уволен с поста менеджера «львов» за неудовлетворительные результаты команды в сезоне 2011/12.
В знак выдающихся заслуг Алекса в развитие шотландского спорта в 2008 году ему была присуждена степень почётного доктора Абердинского университета.

## Карьера игрока

### «Абердин»
Профессиональная карьера Алекса, как футболиста, началась в 1976 году, когда он подписал контракт с шотландским «Абердином». Маклиш пришёлся ко двору «горскому» клубу, быстро завоевав место в основном составе «красных». Впоследствии Маклиш и его «напарник» по амплуа Вилли Миллер создали один из самых грозных тандемов центральных защитников европейского футбола того времени. Самых больших успехов Алекс добился, когда наставником «Абердина» был тогда ещё не слишком известный Алекс Фергюсон. Под руководством будущего рыцаря Соединённого Королевства «красные» добились самого впечатляющего успеха в своей истории — был завоёван третий по значимости европейский трофей, Кубок обладателей кубков, причём в финале ими был обыгран мадридский «Реал». Через год шотландцы завладели и Суперкубком Европы. Фергюсон покинул Абердин в 1986 году и возглавил английский «Манчестер Юнайтед». Практически сразу после назначения тренер попытался заполучить в состав манкунианцев именно Маклиша — по неизвестным причинам переход не состоялся. Известно, что в этом же сезоне на шотландского защитника также выходил «Тоттенхэм Хотспур», но и здесь англичан ждала неудача, а сам Алекс остался на родине. В 1990 году Маклиш был назван «Игроком года» в Шотландии по версии журналистов. В этом же году Алекса избрали новым капитаном «Абердина» после того, как Вилли Миллер закончил карьеру футболиста.

#### Достижения Маклиша в «Абердине»
Командные
- Обладатель Кубка обладателей кубков: 1982/83
- Обладатель Суперкубка Европы: 1983
- Чемпион Шотландии (3): 1979/80, 1983/84, 1984/85
- Обладатель Кубка Шотландии (5): 1981/82, 1982/83, 1983/84, 1985/86, 1989/90
- Обладатель Кубка Лиги (2): 1985/86, 1989/90

Личные
- Игрок года по версии Шотландской ассоциации футбольных журналистов: 1990

#### Клубная статистика
| Клуб             | Сезон            | Чемпионат | Чемпионат | Кубок | Кубок | Кубок Лиги | Кубок Лиги | Еврокубки | Еврокубки | Итого | Итого |
| Клуб             | Сезон            | Игры      | Голы      | Игры  | Голы  | Игры       | Голы       | Игры      | Голы      | Игры  | Голы  |
| ---------------- | ---------------- | --------- | --------- | ----- | ----- | ---------- | ---------- | --------- | --------- | ----- | ----- |
| Абердин          | 1977/78          | 1         | 0         | —     | —     | —          | —          | —         | —         | 1     | 0     |
| Абердин          | 1978/79          | 18        | 1         | 1     | 0     | 3          | 0          | 3         | 0         | 25    | 1     |
| Абердин          | 1979/80          | 35        | 2         | 5     | 0     | 11         | 1          | 1         | 0         | 52    | 3     |
| Абердин          | 1980/81          | 33        | 3         | 2     | 0     | 5          | 0          | 3         | 0         | 43    | 3     |
| Абердин          | 1981/82          | 32        | 5         | 6     | 1     | 8          | 0          | 4         | 0         | 50    | 6     |
| Абердин          | 1982/83          | 33        | 2         | 5     | 0     | 7          | 0          | 9         | 1         | 54    | 3     |
| Абердин          | 1983/84          | 32        | 2         | 7     | 0     | 10         | 0          | 10        | 0         | 59    | 2     |
| Абердин          | 1984/85          | 30        | 1         | 5     | 0     | 1          | 0          | 2         | 0         | 38    | 1     |
| Абердин          | 1985/86          | 34        | 3         | 6     | 1     | 6          | 0          | 6         | 0         | 52    | 4     |
| Абердин          | 1986/87          | 40        | 3         | 3     | 0     | 3          | 0          | 2         | 0         | 48    | 3     |
| Абердин          | 1987/88          | 36        | 1         | 5     | 0     | 2          | 0          | 4         | 0         | 47    | 1     |
| Абердин          | 1988/89          | 34        | 0         | 5     | 0     | 5          | 0          | 2         | 0         | 46    | 0     |
| Абердин          | 1989/90          | 32        | 2         | 5     | 0     | 4          | 0          | 2         | 0         | 43    | 2     |
| Абердин          | 1990/91          | 33        | 0         | 1     | 0     | 3          | 0          | 4         | 0         | 41    | 0     |
| Абердин          | 1991/92          | 7         | 0         | —     | —     | —          | —          | —         | —         | 7     | 0     |
| Абердин          | 1992/93          | 27        | 0         | 6     | 0     | 2          | 0          | —         | —         | 35    | 0     |
| Абердин          | 1993/94          | 35        | 0         | 4     | 0     | 3          | 1          | 3         | 0         | 45    | 1     |
| Мотеруэлл        | 1994/95          | 3         | 0         | —     | —     | —          | —          | —         | —         | 3     | 0     |
| Всего за карьеру | Всего за карьеру | 495       | 25        | 66    | 2     | 73         | 2          | 55        | 1         | 689   | 30    |

### Сборная Шотландии
Дебют Маклиша в составе «тартановой армии» состоялся 26 марта 1980 года в отборочном матче к чемпионату Европы 1980 против сборной Португалии. Алекс был участником трёх чемпионатов мира — 1982, 1986 и 1990. Является членом Зала славы шотландского футбола и Почётного списка игроков сборной Шотландии. На настоящий момент Маклиш занимает третье место по числу матчей за «тартановую армию» — за свою 13-летнюю карьеру в футболке национальной команды он провёл 77 игр.

#### Матчи и голы за сборную Шотландии
| Матчи и голы Маклиша за сборную Шотландии | Матчи и голы Маклиша за сборную Шотландии | Матчи и голы Маклиша за сборную Шотландии  | Матчи и голы Маклиша за сборную Шотландии | Матчи и голы Маклиша за сборную Шотландии | Матчи и голы Маклиша за сборную Шотландии | Матчи и голы Маклиша за сборную Шотландии                       |
| №                                         | Дата                                      | Место                                      | Оппонент                                  | Счёт                                      | Голы Маклиша                              | Соревнование                                                    |
| ----------------------------------------- | ----------------------------------------- | ------------------------------------------ | ----------------------------------------- | ----------------------------------------- | ----------------------------------------- | --------------------------------------------------------------- |
| 1                                         | 26 марта 1980                             | «Хэмпден Парк», Глазго, Шотландия          | Португалия                                | 4:1                                       | —                                         | Отборочный матч чемпионата Европы по футболу 1980               |
| 2                                         | 16 мая 1980                               | «Уиндзор Парк», Белфаст, Северная Ирландия | Северная Ирландия                         | 0:1                                       | —                                         | Домашний чемпионат Великобритании                               |
| 3                                         | 21 мая 1980                               | «Хэмпден Парк», Глазго, Шотландия          | Уэльс                                     | 1:0                                       | —                                         | Домашний чемпионат Великобритании                               |
| 4                                         | 24 мая 1980                               | «Хэмпден Парк», Глазго, Шотландия          | Англия                                    | 0:2                                       | —                                         | Домашний чемпионат Великобритании                               |
| 5                                         | 28 мая 1980                               | «Варта», Познань, Польша                   | Польша                                    | 0:1                                       | —                                         | Товарищеский матч                                               |
| 6                                         | 31 мая 1980                               | «Непштадион», Будапешт, Венгрия            | Венгрия                                   | 1:3                                       | —                                         | Товарищеский матч                                               |
| 7                                         | 10 сентября 1980                          | «Сульна», Стокгольм, Швеция                | Швеция                                    | 1:0                                       | —                                         | Отборочный матч чемпионата мира по футболу 1982                 |
| 8                                         | 25 февраля 1981                           | «Рамат-Ган», Рамат-Ган, Израиль            | Израиль                                   | 1:0                                       | —                                         | Отборочный матч чемпионата мира по футболу 1982                 |
| 9                                         | 25 марта 1981                             | «Хэмпден Парк», Глазго, Шотландия          | Северная Ирландия                         | 1:1                                       | —                                         | Отборочный матч чемпионата мира по футболу 1982                 |
| 10                                        | 28 апреля 1981                            | «Хэмпден Парк», Глазго, Шотландия          | Израиль                                   | 3:1                                       | —                                         | Отборочный матч чемпионата мира по футболу 1982                 |
| 11                                        | 19 мая 1981                               | «Хэмпден Парк», Глазго, Шотландия          | Северная Ирландия                         | 2:0                                       | —                                         | Домашний чемпионат Великобритании                               |
| 12                                        | 23 мая 1981                               | «Уэмбли», Лондон, Англия                   | Англия                                    | 1:0                                       | —                                         | Домашний чемпионат Великобритании                               |
| 13                                        | 9 сентября 1981                           | «Хэмпден Парк», Глазго, Шотландия          | Швеция                                    | 2:0                                       | —                                         | Отборочный матч чемпионата мира по футболу 1982                 |
| 14                                        | 24 февраля 1982                           | «Луис Касанова», Валенсия, Испания         | Испания                                   | 0:3                                       | —                                         | Товарищеский матч                                               |
| 15                                        | 28 апреля 1982                            | «Уиндзор Парк», Белфаст, Северная Ирландия | Северная Ирландия                         | 1:1                                       | —                                         | Домашний чемпионат Великобритании                               |
| 16                                        | 18 июня 1982                              | «Бенито Вильямарин», Севилья, Испания      | Бразилия                                  | 1:4                                       | —                                         | Чемпионат мира по футболу 1982 (финальные игры, групповой этап) |
| 17                                        | 15 декабря 1982                           | «Эйзель», Брюссель, Бельгия                | Бельгия                                   | 2:3                                       | —                                         | Отборочный матч чемпионата Европы по футболу 1984               |
| 18                                        | 30 марта 1983                             | «Хэмпден Парк», Глазго, Шотландия          | Швейцария                                 | 2:2                                       | —                                         | Отборочный матч чемпионата Европы по футболу 1984               |
| 19                                        | 28 мая 1983                               | «Ниниан Парк», Кардифф, Уэльс              | Уэльс                                     | 2:0                                       | —                                         | Домашний чемпионат Великобритании                               |
| 20                                        | 1 июня 1983                               | «Уэмбли», Лондон, Англия                   | Англия                                    | 0:2                                       | —                                         | Домашний чемпионат Великобритании                               |
| 21                                        | 12 июня 1983                              | «Empire Stadium», Ванкувер, Канада         | Канада                                    | 2:0                                       | —                                         | Товарищеский матч                                               |
| 22                                        | 16 июня 1983                              | «Стадион Содружества», Эдмонтон, Канада    | Канада                                    | 3:0                                       | —                                         | Товарищеский матч                                               |
| 23                                        | 20 июня 1983                              | «Варсити», Торонто, Канада                 | Канада                                    | 2:0                                       | —                                         | Товарищеский матч                                               |
| 24                                        | 21 сентября 1983                          | «Хэмпден Парк», Глазго, Шотландия          | Уругвай                                   | 2:0                                       | —                                         | Товарищеский матч                                               |
| 25                                        | 12 октября 1983                           | «Хэмпден Парк», Глазго, Шотландия          | Бельгия                                   | 1:1                                       | —                                         | Отборочный матч чемпионата Европы по футболу 1984               |
| 26                                        | 16 ноября 1983                            | «Курт Ваббель», Галле, ГДР                 | ГДР                                       | 1:2                                       | —                                         | Отборочный матч чемпионата Европы по футболу 1984               |
| 27                                        | 13 декабря 1983                           | «Уиндзор Парк», Белфаст, Северная Ирландия | Северная Ирландия                         | 0:2                                       | —                                         | Домашний чемпионат Великобритании                               |
| 28                                        | 28 февраля 1984                           | «Хэмпден Парк», Глазго, Шотландия          | Уэльс                                     | 2:1                                       | —                                         | Домашний чемпионат Великобритании                               |
| 29                                        | 26 мая 1984                               | «Хэмпден Парк», Глазго, Шотландия          | Англия                                    | 1:1                                       | —                                         | Домашний чемпионат Великобритании                               |
| 30                                        | 1 июня 1984                               | «Велодром», Марсель, Франция               | Франция                                   | 0:2                                       | —                                         | Товарищеский матч                                               |
| 31                                        | 12 сентября 1984                          | «Хэмпден Парк», Глазго, Шотландия          | Югославия                                 | 6:1                                       | —                                         | Товарищеский матч                                               |
| 32                                        | 17 октября 1984                           | «Хэмпден Парк», Глазго, Шотландия          | Исландия                                  | 3:0                                       | —                                         | Отборочный матч чемпионата мира по футболу 1986                 |
| 33                                        | 14 ноября 1984                            | «Хэмпден Парк», Глазго, Шотландия          | Испания                                   | 3:1                                       | —                                         | Отборочный матч чемпионата мира по футболу 1986                 |
| 34                                        | 27 февраля 1985                           | «Рамон Санчес Писхуан», Севилья, Испания   | Испания                                   | 0:1                                       | —                                         | Отборочный матч чемпионата мира по футболу 1986                 |
| 35                                        | 27 марта 1985                             | «Хэмпден Парк», Глазго, Шотландия          | Уэльс                                     | 0:1                                       | —                                         | Отборочный матч чемпионата мира по футболу 1986                 |
| 36                                        | 25 мая 1985                               | «Хэмпден Парк», Глазго, Шотландия          | Англия                                    | 1:0                                       | —                                         | Rous Cup                                                        |
| 37                                        | 28 мая 1985                               | «Лаугардалсвёллур», Рейкьявик, Исландия    | Исландия                                  | 1:0                                       | —                                         | Отборочный матч чемпионата мира по футболу 1986                 |
| 38                                        | 10 сентября 1985                          | «Ниниан Парк», Кардифф, Уэльс              | Уэльс                                     | 1:1                                       | —                                         | Отборочный матч чемпионата мира по футболу 1986                 |
| 39                                        | 16 октября 1985                           | «Хэмпден Парк», Глазго, Шотландия          | ГДР                                       | 0:0                                       | —                                         | Товарищеский матч                                               |
| 40                                        | 20 ноября 1985                            | «Хэмпден Парк», Глазго, Шотландия          | Австралия                                 | 2:0                                       | —                                         | Отборочный матч чемпионата мира по футболу 1986 (стыковые игры) |
| 41                                        | 4 декабря 1985                            | Олимпийский стадион, Мельбурн, Австралия   | Австралия                                 | 0:0                                       | —                                         | Отборочный матч чемпионата мира по футболу 1986 (стыковые игры) |
| 42                                        | 23 апреля 1986                            | «Уэмбли», Лондон, Англия                   | Англия                                    | 1:2                                       | —                                         | Rous Cup                                                        |
| 43                                        | 29 апреля 1986                            | «Филипс», Эйндховен, Нидерланды            | Нидерланды                                | 0:0                                       | —                                         | Товарищеский матч                                               |
| 44                                        | 4 июня 1986                               | «Неса», Несауалькойотль, Мексика           | Дания                                     | 0:1                                       | —                                         | Чемпионат мира по футболу 1986 (финальные игры, групповой этап) |
| 45                                        | 1 апреля 1987                             | «Ван ден Шток», Брюссель, Бельгия          | Бельгия                                   | 1:4                                       | —                                         | Отборочный матч чемпионата Европы по футболу 1988               |
| 46                                        | 23 мая 1987                               | «Хэмпден Парк», Глазго, Шотландия          | Англия                                    | 0:0                                       | —                                         | Rous Cup                                                        |
| 47                                        | 26 мая 1987                               | «Хэмпден Парк», Глазго, Шотландия          | Бразилия                                  | 0:2                                       | —                                         | Rous Cup                                                        |
| 48                                        | 14 октября 1987                           | «Хэмпден Парк», Глазго, Шотландия          | Бельгия                                   | 2:0                                       | —                                         | Отборочный матч чемпионата Европы по футболу 1988               |
| 49                                        | 11 ноября 1987                            | «Васил Левски», София, Болгария            | Болгария                                  | 1:0                                       | —                                         | Отборочный матч чемпионата Европы по футболу 1988               |
| 50                                        | 2 декабря 1987                            | «Де Ла Фронтьер», Эш, Люксембург           | Люксембург                                | 0:0                                       | —                                         | Отборочный матч чемпионата Европы по футболу 1988               |
| 51                                        | 17 февраля 1988                           | «Малаз», Эр-Рияд, Саудовская Аравия        | Саудовская Аравия                         | 2:2                                       | —                                         | Товарищеский матч                                               |
| 52                                        | 22 марта 1988                             | «Национальный стадион», Та'Кали, Мальта    | Мальта                                    | 1:1                                       | —                                         | Товарищеский матч                                               |
| 53                                        | 27 апреля 1988                            | «Сантьяго Бернабеу», Мадрид, Испания       | Испания                                   | 0:0                                       | —                                         | Товарищеский матч                                               |
| 54                                        | 17 мая 1988                               | «Хэмпден Парк», Глазго, Шотландия          | Колумбия                                  | 0:0                                       | —                                         | Rous Cup                                                        |
| 55                                        | 21 мая 1988                               | «Уэмбли», Лондон, Англия                   | Англия                                    | 0:1                                       | —                                         | Rous Cup                                                        |
| 56                                        | 14 сентября 1988                          | «Уллевол», Осло, Норвегия                  | Норвегия                                  | 2:1                                       | —                                         | Отборочный матч чемпионата мира по футболу 1990                 |
| 57                                        | 19 октября 1988                           | «Хэмпден Парк», Глазго, Шотландия          | Югославия                                 | 1:1                                       | —                                         | Отборочный матч чемпионата мира по футболу 1990                 |
| 58                                        | 22 декабря 1988                           | «Ренато Кури», Перуджа, Италия             | Италия                                    | 0:2                                       | —                                         | Товарищеский матч                                               |
| 59                                        | 8 февраля 1989                            | «Цирион Атлетик Центр», Лимасол, Кипр      | Кипр                                      | 3:2                                       | —                                         | Отборочный матч чемпионата мира по футболу 1990                 |
| 60                                        | 8 марта 1989                              | «Хэмпден Парк», Глазго, Шотландия          | Франция                                   | 2:0                                       | —                                         | Отборочный матч чемпионата мира по футболу 1990                 |
| 61                                        | 26 апреля 1989                            | «Хэмпден Парк», Глазго, Шотландия          | Кипр                                      | 2:1                                       | —                                         | Отборочный матч чемпионата мира по футболу 1990                 |
| 62                                        | 27 мая 1989                               | «Хэмпден Парк», Глазго, Шотландия          | Англия                                    | 0:2                                       | —                                         | Rous Cup                                                        |
| 63                                        | 30 мая 1989                               | «Хэмпден Парк», Глазго, Шотландия          | Чили                                      | 2:0                                       | —                                         | Rous Cup                                                        |
| 64                                        | 6 сентября 1989                           | «Максимир», Загреб, Югославия              | Югославия                                 | 1:3                                       | —                                         | Отборочный матч чемпионата мира по футболу 1990                 |
| 65                                        | 11 октября 1989                           | «Парк де Пренс», Париж, Франция            | Франция                                   | 0:3                                       | —                                         | Отборочный матч чемпионата мира по футболу 1990                 |
| 66                                        | 15 ноября 1989                            | «Хэмпден Парк», Глазго, Шотландия          | Норвегия                                  | 1:1                                       | —                                         | Отборочный матч чемпионата мира по футболу 1990                 |
| 67                                        | 28 марта 1990                             | «Хэмпден Парк», Глазго, Шотландия          | Аргентина                                 | 1:0                                       | —                                         | Товарищеский матч                                               |
| 68                                        | 25 апреля 1990                            | «Хэмпден Парк», Глазго, Шотландия          | ГДР                                       | 0:1                                       | —                                         | Товарищеский матч                                               |
| 69                                        | 16 мая 1990                               | «Питтодри», Абердин, Шотландия             | Египет                                    | 1:3                                       | —                                         | Товарищеский матч                                               |
| 70                                        | 11 июня 1990                              | «Луиджи Феррарис», Генуя, Италия           | Коста-Рика                                | 0:1                                       | —                                         | Чемпионат мира по футболу 1990 (финальные игры, групповой этап) |
| 71                                        | 16 июня 1990                              | «Луиджи Феррарис», Генуя, Италия           | Швеция                                    | 2:1                                       | —                                         | Чемпионат мира по футболу 1990 (финальные игры, групповой этап) |
| 72                                        | 20 июня 1990                              | «Делле Альпи», Турин, Италия               | Бразилия                                  | 0:1                                       | —                                         | Чемпионат мира по футболу 1990 (финальные игры, групповой этап) |
| 73                                        | 12 сентября 1990                          | «Хэмпден Парк», Глазго, Шотландия          | Румыния                                   | 2:1                                       | —                                         | Отборочный матч чемпионата Европы по футболу 1992               |
| 74                                        | 17 октября 1990                           | «Хэмпден Парк», Глазго, Шотландия          | Швейцария                                 | 2:1                                       | —                                         | Отборочный матч чемпионата Европы по футболу 1992               |
| 75                                        | 6 февраля 1991                            | «Айброкс», Глазго, Шотландия               | СССР                                      | 0:1                                       | —                                         | Товарищеский матч                                               |
| 76                                        | 27 марта 1991                             | «Хэмпден Парк», Глазго, Шотландия          | Болгария                                  | 1:1                                       | —                                         | Отборочный матч чемпионата Европы по футболу 1992               |
| 77                                        | 17 февраля 1993                           | «Айброкс», Глазго, Шотландия               | Мальта                                    | 3:0                                       | —                                         | Отборочный матч чемпионата мира по футболу 1994                 |

Итого: 77 матчей / 0 голов; 32 победы, 18 ничьих, 27 поражений.

#### Сводная статистика игр/голов за сборную
| Сборная          | Год              | Отборочные матчи ЧМ | Отборочные матчи ЧМ | Финальные матчи ЧМ | Финальные матчи ЧМ | Отборочные матчи ЧЕ | Отборочные матчи ЧЕ | Финальные матчи ЧЕ | Финальные матчи ЧЕ | Товарищеские матчи | Товарищеские матчи | Домашний чемпионат Великобритании | Домашний чемпионат Великобритании | Rous Cup | Rous Cup | Итого | Итого |
| Сборная          | Год              | Игры                | Голы                | Игры               | Голы               | Игры                | Голы                | Игры               | Голы               | Игры               | Голы               | Игры                              | Голы                              | Игры     | Голы     | Игры  | Голы  |
| ---------------- | ---------------- | ------------------- | ------------------- | ------------------ | ------------------ | ------------------- | ------------------- | ------------------ | ------------------ | ------------------ | ------------------ | --------------------------------- | --------------------------------- | -------- | -------- | ----- | ----- |
| Шотландия        | 1980             | 1                   | 0                   | —                  | —                  | 1                   | 0                   | —                  | —                  | 2                  | 0                  | 3                                 | 0                                 | —        | —        | 7     | 0     |
| Шотландия        | 1981             | 4                   | 0                   | —                  | —                  | —                   | —                   | —                  | —                  | —                  | —                  | 2                                 | 0                                 | —        | —        | 6     | 0     |
| Шотландия        | 1982             | —                   | —                   | 1                  | 0                  | 1                   | 0                   | —                  | —                  | 1                  | 0                  | 1                                 | 0                                 | —        | —        | 4     | 0     |
| Шотландия        | 1983             | —                   | —                   | —                  | —                  | 3                   | 0                   | —                  | —                  | 4                  | 0                  | 3                                 | 0                                 | —        | —        | 10    | 0     |
| Шотландия        | 1984             | 2                   | 0                   | —                  | —                  | —                   | —                   | —                  | —                  | 2                  | 0                  | 2                                 | 0                                 | —        | —        | 6     | 0     |
| Шотландия        | 1985             | 6                   | 0                   | —                  | —                  | —                   | —                   | —                  | —                  | 1                  | 0                  | —                                 | —                                 | 1        | 0        | 8     | 0     |
| Шотландия        | 1986             | —                   | —                   | 1                  | 0                  | —                   | —                   | —                  | —                  | 1                  | 0                  | —                                 | —                                 | 1        | 0        | 3     | 0     |
| Шотландия        | 1987             | —                   | —                   | —                  | —                  | 4                   | 0                   | —                  | —                  | —                  | —                  | —                                 | —                                 | 2        | 0        | 6     | 0     |
| Шотландия        | 1988             | 2                   | 0                   | —                  | —                  | —                   | —                   | —                  | —                  | 4                  | 0                  | —                                 | —                                 | 2        | 0        | 8     | 0     |
| Шотландия        | 1989             | 6                   | 0                   | —                  | —                  | —                   | —                   | —                  | —                  | —                  | —                  | —                                 | —                                 | 2        | 0        | 8     | 0     |
| Шотландия        | 1990             | —                   | —                   | 3                  | 0                  | 2                   | 0                   | —                  | —                  | 3                  | 0                  | —                                 | —                                 | —        | —        | 8     | 0     |
| Шотландия        | 1991             | —                   | —                   | —                  | —                  | 1                   | 0                   | —                  | —                  | 1                  | 0                  | —                                 | —                                 | —        | —        | 2     | 0     |
| Шотландия        | 1993             | 1                   | 0                   | —                  | —                  | —                   | —                   | —                  | —                  | —                  | —                  | —                                 | —                                 | —        | —        | 1     | 0     |
| Всего за карьеру | Всего за карьеру | 22                  | 0                   | 5                  | 0                  | 12                  | 0                   | 0                  | 0                  | 19                 | 0                  | 11                                | 0                                 | 8        | 0        | 77    | 0     |

## Тренерская карьера

### «Мотеруэлл»
В 1994 году, незадолго до окончания карьеры игрока Алекс принял предложение стать играющим тренером шотландского клуба «Мотеруэлл». В первом же сезоне под руководством Маклиша ланаркширская команда завоевала серебряные медали чемпионата страны, пропустив вперёд лишь «Рейнджерс», ведомый Уолтером Смитом. Однако в следующие два сезона «Мотеруэлл» не смог развить успех и, показывая невыразительную игру, оставался на дне турнирной таблицы. В 1998 году Алекс покинул клуб из Северного Ланаркшира и принял предложение возглавить другой шотландский коллектив — «Хиберниан».

### «Хиберниан»
Сезон 1997/98 эдинбургская команда закончила неудачно, покинув Высший дивизион Шотландии. На роль спасителя и был как раз приглашён Маклиш, который с блеском выполнил возложенную на него миссию — «Хиберниан» уже через год вернулся в Премьер-лигу.
В этом же сезоне «хибс» дошли до полуфинала Кубка страны. По итогам следующего года клуб остановился в шаге от пьедестала, заняв четвёртое место. Сезон 2000/01 «Хиберниан» начал очень сильно, показывая качественную и результативную игру — как итог, команда завоевала бронзовые медали чемпионата Шотландии и стала финалистом Кубка. Этот успех привлёк к персоне Маклиша внимание «больших» клубов, среди которых были «Вест Хэм Юнайтед» и «Рейнджерс».
При значительном участии Алекса ряды «хибс» пополнили несколько футболистов топ-класса, таких как игрок национальной сборной Тринидада и Тобаго Расселл Лэтэйпи, французский полузащитник Франк Созе и некоторые другие. Под началом Маклиша в составе «Хиберниана» раскрылся Кенни Миллер, в настоящее время выступающий за «Рейнджерс» и сборную Шотландии.
Именно в период руководства эдинбургским клубом шотландец получил тренерскую лицензию УЕФА — «Pro».

### «Рейнджерс»
Вследствие успехов «хибс» Маклиш стал лакомым куском для многих английских клубов Премьер-лиги, а также для гранда шотландского футбола — «Рейнджерс», который подыскивал замену покидающему команду Дику Адвокаату. Именно нидерландский специалист посоветовал президенту клуба Дэвиду Мюррею Алекса, как лучшего кандидата на эту должность. В итоге в декабре 2001 года Маклиш стал наставником «рейнджеров».
В первый же сезон руководства Алексом глазговцы добились успеха — были выиграны оба Кубка страны: Кубок Шотландии и Кубок Лиги. В чемпионате «рейнджеры» заняли второе место.
Второй сезон Маклиша в Глазго был ещё успешнее: команда завоевала все внутренние трофеи Шотландии, во многом этот прогресс стал возможным благодаря блестящей игре лидеров команды — Рональда Де Бура и Барри Фергюсона.
Летом 2003 года «рейнджеры» были вынуждены расстаться со многими ведущими футболистами команды из-за ухудшившегося финансового состояния клуба. Воспользовавшись этим, в сезоне 2003/04 чемпионское звание перешло к футболистами глазговского «Селтика», команде Маклиша не удалось выиграть ни одного трофея в этом году. Позже Алекс подвергся серьёзной обструкции со стороны болельщиков «Рейнджерс» — причинами стали невнятная трансферная политика клуба, а также рекордная серия из семи поражений в дерби «Old Firm» с заклятыми врагами из «Селтика».
В сезоне 2004/05 благодаря «Правилу Босмана» «рейнджеры» подписали контракты с французским защитником Бумсонгом и хорватским нападающим Пршо. Эти приобретения дали «джерс» обоснованные надежды отобрать чемпионское звание у «Селтика». В итоге команда Маклиша завоевала первое место в этом сезоне, вырвав золото у «кельтов» лишь в последнем туре чемпионата, причём «рейнджеры» за четыре матча до конца турнира отставали от «бело-зелёных» на пять очков.
После такого неожиданного успеха Маклиш и его «рейнджеры» вошли в сезон 2005/06 с весомыми претензиями на повторение прошлогоднего триумфа. В межсезонье, несмотря на всё ещё тяжелое финансовое финансовое состояние клуба, были подписаны такие игроки, как Жюльен Родригес и Иан Мюррей. После достаточно резвого начала чемпионата страны, включающего победу над «Селтиком», в сентябре у «джерс» внезапно начался игровой кризис, который продолжался по ноябрь 2005 года, в течение которого команда демонстрировала скудную игру и, как следствие, результаты тоже были неудовлетворительны. За этот период «Рейнджерс» установил антирекорд клуба за всю свою историю — десять матчей без побед. Однако последняя, десятая игра этой серии, ничья 1:1 с итальянским «Интернационале», позволила команде впервые пробиться в плей-офф Лиги Чемпионов, где в 1/8 финала лишь за счет гола на чужом поле уступили испанскому «Вильярреалу». Тем не менее «рейнджеры» стали первой шотландской командой так далеко продвинувшейся в главном клубном турнире Европы с 1993 года и первой же вышедшей из группы Лиги.
В декабре президент глазговцев, Дэвид Мюррей, публично заявил о неограниченном кредите доверия Маклишу. К концу этого же месяца «Рейнджерс» вернули стабильность в игре во внутреннем первенстве.
Однако поражение в Кубке Шотландии от «Хиберниана» неожиданно вернуло кризис в ряды «рейнджеров». Вскоре состоялись массовые акции фанатов «джерс» с требованием добровольной отставки Маклиша и Мюррея. Находясь под давлением, 9 февраля 2006 года президент клуба объявил о том, что Алекс уйдёт в отставку по окончании текущего сезона, позже было объявлено, что на этом посту его сменит бывший наставник французского «Лиона» Поль Ле Гуэн.
В своём последнем матче под руководством Маклиша «джерс» победили клуб «Харт оф Мидлотиан» на стадионе «Айброкс» со счётом 2:0.

### Сборная Шотландии
После отставки из «Рейнджерс» Алекс заявил, что больше не будет тренировать шотландские команды, так как, по его мнению, он добился успехов на всех футбольных фронтах внутри страны. Во время своего бездействия на тренерском поприще Маклиш работал футбольным экспертом на телевизионных каналах BBC и «Setanta Sports».
29 января 2007 года шотландец принимает предложение возглавить национальную сборную своей страны. Его помощниками на этой должности стали Рой Эйткен и Энди Уотсон.
Первую игру под руководством Маклиша «тартановая армия» провела 24 марта 2007 года на стадионе «Хэмпден Парк». Это был отборочный матч к Евро-2008 в котором шотландцы победили сборную Грузии со счётом 2:1. Вторая игра Маклиша в качестве наставника «горцев» состоялась 28 марта этого же года и закончилась поражением «тартановой армии» от итальянцев 0:2.
В июле 2007 года шотландцы в гостевом матче переиграли сборную Фарерских островов, в сентябре — литовцев. Через четыре дня состоялась историческая победа «тартановой армии» над французами в матче, проходившем на стадионе «Парк де Пренс» и закончившимся со счётом 1:0. Единственный мяч в этой встрече на 64-й минуте забил Джеймс Макфадден прекрасным дальним ударом с 30 метров. Этот результат позволил шотландцам подняться на вершину своей группы и с оптимизмом смотреть на оставшиеся три игры в отборочном цикле. Сам Маклиш назвал исход матча «одной из величайших побед шотландской национальной команды». Следующая игра отборочного цикла принесла британцам ещё одну победу — на этот раз на «Хэмпден Парк» были повержены украинцы со счётом 3:1. Но 17 октября шотландцы неожиданно проиграли Грузии. Этот результат поставил перед «тартановой армией» тяжелейшую задачу: для выхода в финальную часть Евро-2008 им необходимо было в домашнем матче обыграть действующего чемпиона мира — сборную Италии. Шотландия проиграла этот матч, оставшись за бортом европейского первенства. Сразу после этой неудачи Маклиш заявил о своей отставке с поста наставника сборной. По статистическим данным Алекс стал лучшим главным тренером «тартановой армии» с 70-процентным показателем побед.

### «Бирмингем Сити»
Ещё до того, как Маклиш покинул сборную Шотландии, представитель английской Премьер-лиги «Бирмингем Сити» обратился в Шотландскую футбольную ассоциацию с просьбой позволить им начать переговоры с Алексом по предложению ему стать главным тренером «синих», на что получил жёсткий отказ. Сразу же после отставки Маклиша с поста наставника «тартановой армии», 27 ноября 2007 года руководство «Сити» заключило с ним контракт. Уже на следующий день Алекс был объявлен новым главным тренером бирмингемской команды. Ассистенты Маклиша в сборной Шотландии, Рой Эйткен и Энди Уотсон, также вошли в тренерский штаб «синих». В своём первом интервью на новой должности Алекс заявил о своей радости вернуться к работе тренера команды на постоянной основе, а также о реализации своего давнего желания — возглавить клуб английской Премьер-лиги.
Придя в бирмингемскую команду, Маклиш провёл впечатляющие перестановки, касаемые персонала клуба — тренером вратарей был назначен Дэвид Уотсон, а на пост руководителя скаутской службы пригласили Пола Монтгомери — агента, который рекомендовал английскому «Вест Хэм Юнайтед» тогда ещё никому неизвестного Дидье Дрогба.
Дебют Маклиша, как тренера «Бирмингема», состоялся в выездном матче «синих», в котором они в гостевой встрече победили «Тоттенхэм Хотспурс» 3:2. В январе 2008 года шотландец укрепил состав «Сити», подписав Дэвида Мёрфи и Джеймса Макфаддена, а также взяв в команду по арендному соглашению игрока молодёжной сборной Аргентины Мауро Сарате. Однако даже несмотря на это, Маклиш не смог спасти клуб от вылета из высшего дивизиона Англии. В матче последнего тура того сезона «Сити» громко «хлопнули дверью», одержав крупную победу 4:1 над командой «Блэкберн Роверс».
3 мая следующего года бирмингемцы обеспечили себе возвращение в элиту английского футбола победой 2:1 в матче против «Рединга».
В середине января 2010 года «Бирмингем Сити» под руководством Маклиша выдал серию из двенадцати игр без поражений, что является рекордом клуба в Премьер-лиге. По итогам последнего месяца 2009 года Алекс был назван «Менеджером месяца английской Премьер-лиги», он стал первым тренером «Сити», удостоенным данной награды. В сезоне 2009/10 «Бирмингем», ведомый Маклишем, финишировал на девятом месте в чемпионате Англии, показав свой наивысший результат за последние 50 лет. Успешное выступление клуба впечатлило руководство «Сити». Вскоре шотландскому специалисту был предложен новый 3-летний контракт, который Маклиш подписал в середине сентября 2010 года. 27 февраля 2011 года «Бирмингем», ведомый Алексом, во второй раз в своей истории стал обладателем Кубка английской лиги, переиграв в финальном поединке лондонский «Арсенал» со счётом 2:1. Но в чемпионате «синих» ждала неудача — проиграв в последнем туре «Тоттенхэм Хотспур», подопечные Маклиша заняли в турнирной таблице сезона 2010/11 18-е место и вылетели в Чемпионшип. Несмотря на это, руководство бирмингемского клуба заверило футбольную общественность, что шотландский специалист продолжит работать с командой и в следующем футбольном году. 12 июня Алекс уведомил руководство «синих» о том, что он покидает пост главного тренера по собственному желанию.

### «Астон Вилла»
Через пять дней после своей отставки из «Бирмингема» футбольную общественность Англии потрясла сенсационная новость — Маклиш возглавил главных соперников «Сити» из «Астон Виллы». Соглашение о сотрудничестве было подписано сроком на три года. По нему зарплата Алекса составила два миллиона евро в год. Этот шаг вызвал бурную реакцию со стороны руководства «синих», которое обвинило своих коллег из «Виллы» в ведении переговоров с шотландским специалистом за их спиной. Болельщиков «львов» также выразили недовольство в назначении Алекса — 16 июня они «украсили» стены тренировочной базы своей команды протестными граффити. Сам Маклиш в связи со всеми волнениями вокруг своей персоны сказал следующее: 
Знаю, что некоторые поклонники «Астон Виллы» выразили обеспокоенность в связи с моим назначением, и я могу их понять. У меня будет возможность убедить их в том, что я тот самый человек, который заставит клуб двигаться вперёд.
11 июля стало известно, что «Астон Вилла» всё же выплатила «Бирмингему» компенсацию за уход Маклиша, однако конкретные суммы стороны предпочли оставить в тайне. Сезон «вилланы» закончили на шестнадцатом месте английской Премьер-лиги. Подобный результат не устроил руководство клуба, и 14 мая 2012 года шотландец был уволен со своего поста.

### «Генк»
22 августа 2014 года назначен главным тренером бельгийского клуба «Генк». Контракт подписан на 2 года. Сменил на этом посту Эмилио Ферреру.

### Достижения в качестве тренера

#### Командные достижения
«Хиберниан»
- Победитель Первого дивизиона Шотландии: 1998/99
- Финалист Кубка Шотландии: 2000/01

«Рейнджерс»
- Чемпион Шотландии (2): 2002/03, 2004/05
- Обладатель Кубка Шотландии (2): 2001/02, 2002/03
- Обладатель Кубка шотландской лиги (3): 2001/02, 2002/03, 2004/05

«Бирмингем Сити»
- Обладатель Кубка Футбольной лиги: 2010/11

#### Личные достижения
- Почётный список игроков сборной Шотландии по футболу: включён в 1988
- Зал славы шотландского футбола: включён в 2005[82]
- Менеджер месяца шотландской Премьер-Лиги (9):[источник не указан 735 дней] октябрь 2000, февраль 2002, сентябрь 2002, февраль 2003, август 2003, сентябрь 2003, ноябрь 2004, февраль 2005, январь 2006
- Тренер года по версии Шотландской ассоциации футбольных журналистов: 2002/03
- Тренер месяца английской Премьер-лиги: декабрь 2009

### Тренерская статистика
| Клуб             | Страна    | Начало работы   | Завершение работы | Показатели | Показатели | Показатели | Показатели | Показатели |
| Клуб             | Страна    | Начало работы   | Завершение работы | И          | В          | Н          | П          | % побед    |
| ---------------- | --------- | --------------- | ----------------- | ---------- | ---------- | ---------- | ---------- | ---------- |
| Мотеруэлл        | Шотландия | 13 июля 1994    | 10 февраля 1998   | 156        | 48         | 45         | 63         | 30,77      |
| Хиберниан        | Шотландия | 11 февраля 1998 | 11 декабря 2001   | 164        | 77         | 42         | 45         | 46,95      |
| Рейнджерс        | Шотландия | 13 декабря 2001 | 8 мая 2006        | 235        | 155        | 44         | 36         | 65,96      |
| Шотландия        | Шотландия | 29 января 2007  | 27 ноября 2007    | 10         | 7          | 0          | 3          | 70,00      |
| Бирмингем Сити   | Англия    | 28 ноября 2007  | 12 июня 2011      | 168        | 62         | 51         | 55         | 36,90      |
| Астон Вилла      | Англия    | 17 июня 2011    | 14 мая 2012       | 42         | 9          | 17         | 16         | 21,43      |
| Ноттингем Форест | Англия    | 27 декабря 2012 | 5 февраля 2013    | 7          | 1          | 2          | 4          | 14,28      |
| Генк             | Бельгия   | 22 августа 2014 | 22 июня 2015      | 35         | 18         | 10         | 7          | 51,43      |
|                  |           |                 |                   |            |            |            |            |            |
| Замалек          | Египет    | 28 февраля 2016 | 2 мая 2016        | 10         | 6          | 2          | 2          | 60,00      |
| Итого            | Итого     | Итого           | Итого             | 827        | 383        | 213        | 231        | 46,31      |

(данные откорректированы по состоянию на 2 мая 2016)